# Schlesingerplatz
Der Schlesingerplatz ist ein Platz im 8. Wiener Gemeindebezirk Josefstadt. Er war von 1901 bis 1938 und 1948 bis 2006 nach Josef Schlesinger benannt, seit 2006 nach Therese Schlesinger. Frühere Namen waren Conrad-von-Hötzendorf-Platz und Hebbelplatz.
Zentrales Gebäude ist das ehemalige Amtshaus des 8. Bezirks, in dem die Bezirksvorstehung ihren Sitz hat. In der Mitte des Platzes befindet sich der Wachsamkeitsbrunnen.

## Bauten
- Nr. 2–4: Ehemaliges Amtshaus des 8. Bezirks
- Nr. 5: Krankenfürsorgeanstalt der Bediensteten der Stadt Wien
- Nr. 7: Leopoldihof

Eine Gedenktafel am Gebäude mit der Nr. 3 erinnert an die Dichter France Prešeren und Anastasius Grün, die hier Freundschaft schlossen.